# Opioidrezeptoren

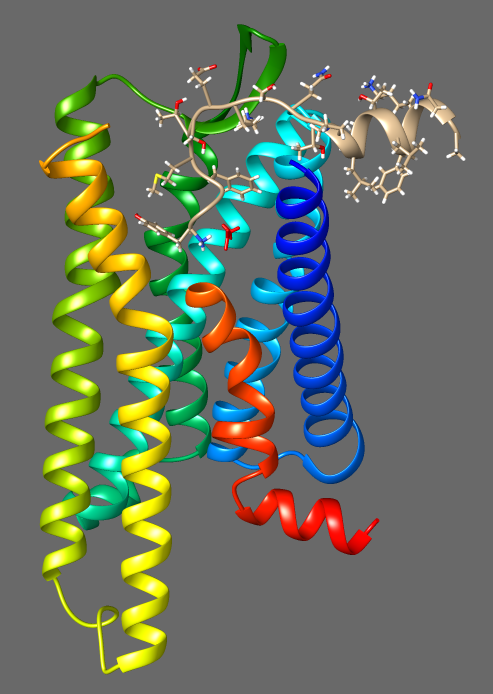
μ-Opioidrezeptor in regenbogenfarbiger Bänderdarstellung mit seinem endogenen Liganden β-Endorphin. Der Obere Teil der Helix7 ist ausgeblendet.

Opioidrezeptoren (OR, veraltet Opiatrezeptoren) sind G-Protein-gekoppelte Rezeptoren in Nervenzellen, die Opioide als Liganden haben und die vielfältige Funktionen erfüllen, z. B. in der Schmerz- und Stressverarbeitung, im Immunsystem und in der Steuerung des Sozialverhaltens. Die vier Haupttypen, Mü- (MOR), Kappa- (KOR), Delta-Opioidrezeptor (DOR) und Nozizeptinrezeptor (NOR), kommen weit verbreitet in Wirbeltieren vor. Diese Opioidrezeptoren binden als definierendes Kriterium den Antagonisten Naloxon. In Säugetieren und vielen Landwirbeltieren werden die Rezeptoren in den Neuronen des peripheren und zentralen Nervensystems exprimiert, wo sie durch prä- und postsynaptische Hemmung für eine abgeschwächte Erregungsübertragung sorgen. Innerhalb der Rezeptorfamilie ist der μ-Opioidrezeptor am besten untersucht worden. Er ist Zielrezeptor zahlreicher zur Schmerzlinderung verwendeter Arzneistoffe, die als MOR-Agonisten wirken. Klinische Opioidanalgesie ist gegenwärtig (2024) MOR-vermittelt. Von den Opioidrezeptoren existieren ungewöhnlich viele Spleißvarianten, so von den Typen MOR und NOR im Menschen jeweils mehr als zwanzig.

## Forschungsgeschichte

### Entdeckung
Die Existenz von Opioidrezeptoren wurde im Jahr 1954 von Beckett und Casy postuliert. Im Jahr 1967 antizipierte William R. Martin die Existenz unterschiedlicher Typen von Opioidrezeptoren. 1973 gelang es drei Forschergruppen (Snyder, Simon, Terenius) unabhängig voneinander mit den Tritium-markierten Liganden Naloxon, Etorphin und Dihydromorphin spezifische Opioid-Bindungsstellen in Säugergehirnen nachzuweisen. Die erste erfolgreiche und detaillierte Bindungsstudie dieser Art stammte von Candace Pert und Solomon Snyder. Versuche eines solchen Nachweises mit 14C-Radioliganden waren zuvor aus verschiedenen Gründen gescheitert. Alsbald wurde erkannt, dass die Bindungsstellen synaptosomal lokalisiert sind und Charakteristika von Neurotransmitterrezeptoren aufweisen. Die Suche nach den endogenen Bindungspartnern dieser Rezeptoren führte im Jahr 1975 zur Entdeckung der Enkephaline durch John Hughes und Hans Walter Kosterlitz. Kurz darauf wurden weitere endogene Opioidpeptide entdeckt. Bindungsstudien mit Morphinanaloga deckten die Existenz von MOR, KOR und DOR auf. In den 1990er Jahren gelang anhand von Klonierungsexperimenten der molekularbiologische Nachweis dieser Rezeptoren im Säugetier. Kloniert wurde mit DOR der erste Opioidrezeptor erstmals im Jahr 1992, im Jahr 1993 folgten der KOR und der MOR, 1994 der NOR. Wenig später wurden auch die humanen Opioidrezeptoren kloniert. Mit dem hMOR-1A wurde 1994 die erste im Menschen entdeckte Spleißvariante beschrieben. In den 2010er Jahren wurden die Raumstrukturen aller Haupttypen der Opioidrezeptoren aufgeklärt.

### Nomenklatur
In den Jahren 1976/77 wurden von William Martin und der Arbeitsgruppe Kosterlitz für die Bezeichnung der bis dahin bekannten Rezeptortypen griechische Buchstaben vorgeschlagen. Die Bezeichnungen μ-OR, κ-OR und δ-OR wurden abgeleitet von den jeweiligen Anfangsbuchstaben der selektiven Liganden Morphin und Ketazocin sowie des Gewebes Vas deferens. Diese Terminologie wurde auf Empfehlung der International Narcotics Research Conference akzeptiert. Der Nozizeptinrezeptor, der als letztes Mitglied der Rezeptorfamilie entdeckt wurde, wurde anfangs als ORL1 (Opioid receptor-like) bezeichnet. Die 1996 von einem Subkomitee der International Union of Basic and Clinical Pharmacology (IUPHAR) vorgeschlagene Bezeichnungsänderung der Rezeptortypen in OP1, OP2, OP3 und OP4 vermochte sich nicht durchzusetzen. Auch die 2015 empfohlene IUPHAR-Nomenklatur mit den Kürzeln MOP, KOP, DOP, NOP hat in der Fachliteratur nur eine verhaltene Verbreitung gefunden. Eine in den 1980er Jahren begonnene Nomenklatur, die sich auf pharmakologische Beobachtungen stützte, wurde aufgegeben und hat nur noch geschichtliche Bedeutung, weil sie nicht im Einklang steht mit der auf heutigen molekularbiologischen Kenntnissen beruhenden Systematik. In jener Ära vor der Aufklärung der Primärstrukturen waren die Typenbezeichnungen μ1, μ2, μ3, κ1a, κ1b, κ2a, κ2b, κ3, δ1 und δ2 verwendet worden. Im Gegensatz zu etwa alpha1- und alpha2-Adrenozeptoren sind die genannten Opioidrezeptor-„Subtypen“ keine eigenständigen Genprodukte. Der anfangs als κ3 bezeichnete Typ wurde später als NOR identifiziert. Schon an diesem Beispiel wird deutlich, dass diese ursprüngliche Terminologie irreführend ist und den Anforderungen an eine moderne Systematik nicht genügt.

## Genetik
Die die Rezeptoren kodierenden Gene befinden sich im Menschen auf unterschiedlichen Chromosomen: DOR, kodiert durch das Gen OPRD1, befindet sich auf dem Genlocus 1p35.3, MOR, kodiert durch OPRM1, auf 6q25.2, KOR, kodiert durch OPRK1, auf 8q11.23 und NOR, kodiert durch OPRL1, auf 20q13.33.

### Phylogenetik
Die Familie der Opioidrezeptoren mit ihren vier Hauptformen existierte bereits vor 450 Millionen Jahren im Ordovizium, als die Gruppe der Kiefermäuler entstand, also jener Wirbeltiere mit Kiefer.
Die Rezeptorfamilie ging evolutionär hervor aus der zweimaligen Verdopplung eines einzelnen Vorläufer-Gens.
Diese zweifache Verdopplung geschah bei den beiden Tetraploidisierungen zu Beginn der Wirbeltierevolution. Opioidrezeptoren wurden auch in Kieferlosen (Agnatha) identifiziert. Im Meerneunauge wurde der MOR nachgewiesen, der Test auf KOR und DOR brachte kein positives Ergebnis.
Nach Verdoppelungen des gesamten Genoms kommt es häufig zu einem umfangreichen Genverlust. Während viele Genfamilien, die bei den beiden Tetraploidisierungen expandierten, nur noch zwei oder drei statt vier Mitglieder haben, sind in der Familie der Opioidrezeptoren alle vier Mitglieder in den meisten Wirbeltierlinien erhalten geblieben, was auf wichtige Funktionen hinweist. In Säugetieren und vielen anderen Landwirbeltieren sind nur vier Opioidrezeptorgene bekannt. Der Zebrabärbling hat eine zusätzliche Kopie des δ-Rezeptor-Gens und der Reiskärpfling (Medaka) hat Duplikate sowohl des δ- als auch des k-Rezeptor-Gens. Die zusätzlichen Kopien sind das Ergebnis einer dritten Duplikation des gesamten Genoms, die früh in der Evolution der Strahlenflosser stattfand.
Die Typen der humanen MOR, KOR und DOR haben zueinander eine Aminosäuresequenzidentität von 55–58 %. Gegenüber dem NOR, dessen Gen eine höhere Mutationsrate hat, beträgt sie 48–49 %.
Die engste Verwandtschaft besteht zu den Neuropeptid-B/W-Rezeptoren. Zu Somatostatin-Rezeptoren besteht eine Homologie von bis zu 40 %. Der phylogenetische Stammbaum deutet darauf hin, dass der Somatostatin-Rezeptor vor der Duplikation, die zu den Opioid- und NPBW-Rezeptoren führte, divergierte.

### Polymorphismen
Vom menschlichen Gen für den MOR, OPRM1, sind 4.000 Einzelnukleotid-Polymorphismen bekannt. Die in Asiaten am häufigsten vorkommende Variante A118G ist auch jene, die am besten untersucht ist.

## Struktur

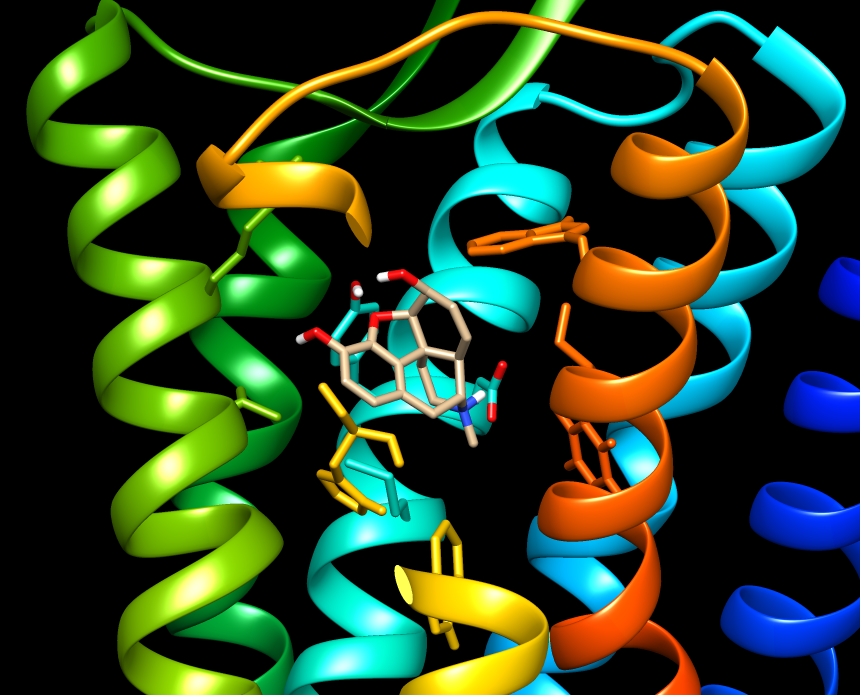
Vestibül des MORs mit orthosterisch gebundenem Morphin.

### Haupttypen
Opioidrezeptoren gehören zu den G-Protein-gekoppelten-Rezeptoren der Klasse A (GPCR-A). Im Menschen bestehen die Hauptformen dieser Proteine aus Strängen von 370 bis 400 Aminosäuren, sie haben sieben Transmembrandomänen sowie jeweils drei intra- und extrazelluläre Schleifen. Ihre dritten intrazellulären Schleifen sind kurz. Während sich die N- und C-terminale Regionen innerhalb der verschiedenen Rezeptortypen stark unterscheiden, weisen die transmembranären Domänen zu ungefähr 70 % und die ersten und zweiten intrazellulären Schleifen zu 90 % übereinstimmende Aminosäuresequenzen auf. Mehr als 70 % der Aminosäurereste in der zweiten, dritten und siebten Helix (TM2, TM3 und TM7) sind zwischen den Haupttypen der Opioidrezeptoren konserviert. 50 % der Reste in TM1, TM5 und TM6 sind konserviert, während es in TM4 nur 24 % der Reste sind. Die intrazellulären Schleifen (ICL) der Opioidrezeptorfamilie sind hoch konserviert, ICL3 zu über 80 %. Die extrazellulären Schleifen (ECL) weisen dagegen nur eine sehr geringe Sequenzähnlichkeit zwischen den vier Opioidrezeptoren auf.
Der Nozizeptinrezeptor bindet die gebräuchlichen Opioidanalgetika in Standardkonzentrationen nicht und hat insofern ein distinguiertes Ligandbindungsverhalten. Er wird durch jeweils hohe Konzentrationen von Etorphin aktiviert und von Naloxon antagonisiert.
In den 2010er Jahren wurden die hochaufgelösten Tertiärstrukturen röntgendiffraktometrisch aus Einkristallen der Fusionsprotein-stabilisierten Rezeptoren  erhalten. Diese Methode eignet sich besonders für antagonisierte Strukturen. Heute wird die Strukturaufklärung von der effizienteren Kryoelektronenmikroskopie dominiert. Mittels Kryo-EM lassen sich genuine Strukturen im aktivierten Zustand, komplexiert mit diversen Transduktoren, sichtbar machen. So wurden auch Bindungsmodi unterschiedlicher allosterischer Liganden aufgeklärt. Mit dem Freie-Elektronen-Laser gelingen Aufnahmen auch bei Normaltemperatur.

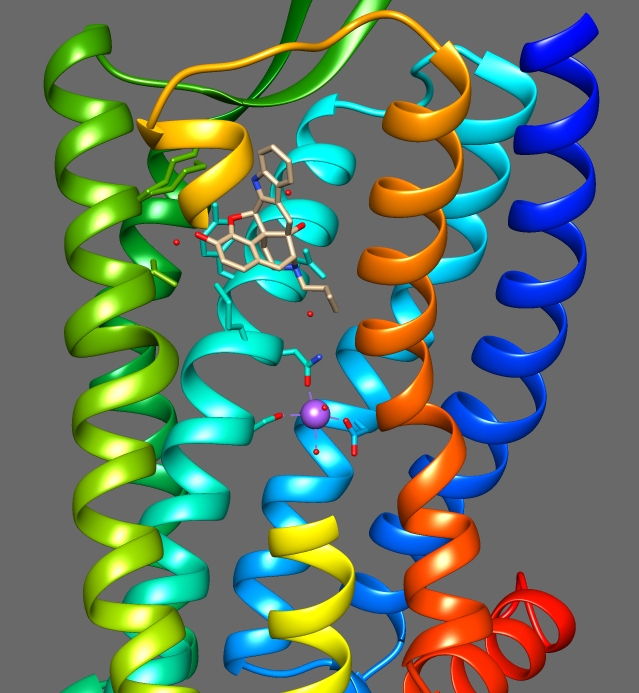
DOR, Natriumkation in violett, Wassermoleküle als rote Punkte.

### Konservierte Natriumbindungsstelle
Am Beispiel des MOR ist die Modulation eines G-Protein-gekoppelte Rezeptors der Klasse A durch kleine Ionen seit dem Jahr 1973 bekannt. Im Zentrum aller heptahelikalen Opioidrezeptoren befindet sich eine hochkonservierte polare Bindungstasche für ein Natriumkation, das sich über die saure Aminosäure Aspartat in der Position 2.50 verankert und koordinativ über ein Netzwerk aus Wassermolekülen gebunden wird. In der zentralen Natriumbindungsstelle stabilisiert das Natriumatom antagonistische Rezeptorzustände. Agonisten induzieren einen Kollaps dieser Bindungsstelle und verdrängen das Kation. Der Natriumeffekt ist im MOR stark ausgeprägt, wobei die modulatorische Wirkstärke von anderen Alkalikationen nicht erreicht wird. Es wurden Liganden entwickelt, welche die orthosterische Bindungsdomäne und die sich daran anschließende schlanke Na-Bindungstasche bitopisch zu besetzen vermögen.

### Ligandbindungsstellen
Die in der Rezeptorposition 3.32 hochkonservierte Aminosäure Aspartat ist ein Ankerpunkt für zahllose orthosterische Liganden, die mit einer Aminfunktion eine Salzbrücke bilden. Beispiele für KOR- bzw. MOR-Liganden, welche als stickstofffreie Diterpenoide auch ohne eine solche ionische zwischenmolekulare Bindung eine hohe Affinität aufweisen, sind Salvinorin-A und Kurkinorin.
Die Rezeptoren haben mehrere allosterische Bindungsstellen. Eine davon befindet sich an der Außenseite der Rezeptoren zwischen den Helizes 3, 4 und 5, an der Grenzfläche zur umgebenden Membran. Eine weitere befindet sich in der zweiten Extrazellulärschleife und bindet Adrenergika. Es wurde gezeigt, dass es grundsätzlich möglich ist, Modulatoren zu entwickeln, die eine selektive Kooperativität gegenüber orthosterisch bindenden Einzelstoffen bzw. Stoffklassen aufweisen.

### Spleißvarianten
Opioidrezeptoren kommen in einer für Mitglieder der Superfamilie der G-Protein-gekoppelten-Rezeptoren ungewöhnlich hohen Anzahl von Spleißvarianten vor. Im Menschen sind z. B. jeweils mehr als zwanzig Varianten des MOR und des NOR bekannt.
Drei strukturell unterschiedliche Klassen von Varianten sind bekannt, die von Nagetieren bis zum Menschen konserviert sind: (a) C-terminale heptahelikale (7TM)-Varianten, kodiert durch alternative 3′ Exone, (b) verkürzte hexahelikale (6TM)-Varianten, denen das Exon 1 und damit die erste Transmembran-Helix fehlt und (c) monohelikale (TM1)-Varianten, die ausschließlich die erste TM-Helix enthalten und die für sich allein keine Rezeptorfunktion erfüllen, aber eine Chaperon-ähnliche Funktion haben und mit 6TM-Rezeptoren zu einem 7TM-Surrogat zu komplexieren vermögen. DOR-Spleißvarianten wurden erst in jüngerer Zeit eingehender beschrieben.

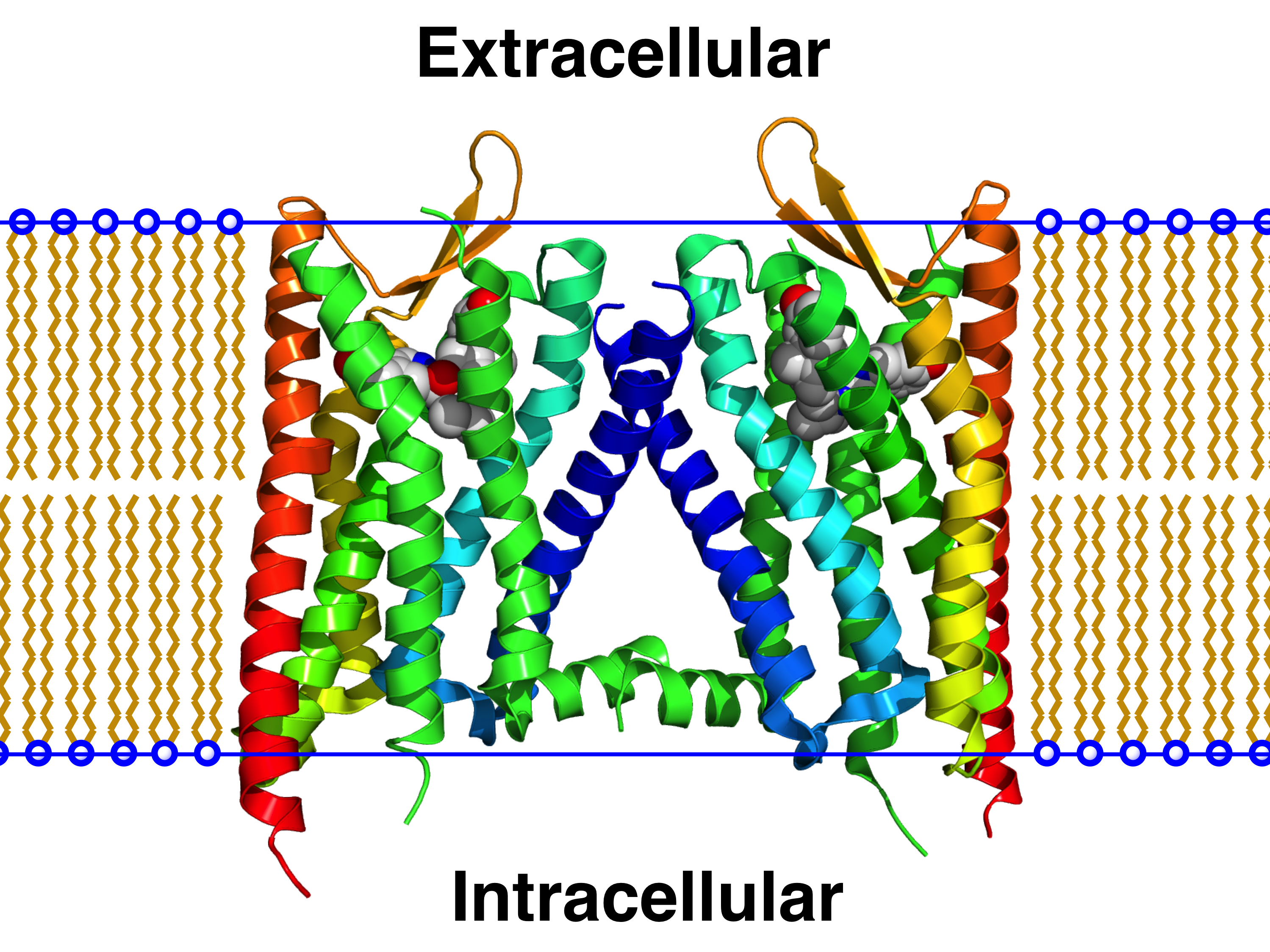
Kristallstruktur eines syn-parallelen KOR-Homodimers.

### Multimere
Opioidrezeptoren sind einerseits als Monomere funktionsfähig, vermögen andererseits mit G-Protein-gekoppelten-Rezeptoren physisch zu mehrteiligen Funktionseinheiten zu assoziieren und entsprechende Multiproteinkomplexe zu bilden. Ihre Neigung zur Bildung von Homodimeren ist nur ansatzweise untersucht und die Untersuchungsergebnisse sind uneinheitlich. Eine Studie aus dem Jahr 2021 beobachtete bei Rezeptorkonzentrationen, die als physiologisch gelten, dass der KOR Homodimere bildet. Im Gegensatz dazu homodimerisierten auch bei erhöhten Konzentrationen MOR und DOR nicht. Eine andere Studie aus dem Jahr 2002 fand, dass menschliche MOR als Homodimere vorliegen und dass die Einwirkung von Agonisten eine Verschiebung der Spiegel von Dimeren zu Monomeren bewirken und Antagonisten dem entgegenwirken. Im Jahr 2012 wurde die Kristallstruktur des KOR als gleichgerichtetes paralleles Homodimer identifiziert. Ob diese Struktur eine natürliche Entsprechung hat, ist unbekannt. Vieles spricht dafür, dass μ-δ-Rezeptorheteromere in-vivo als Funktionseinheiten vorkommen und diese nach chronischer Morphingabe hochreguliert sind.

AT-076 antagonisiert die vier OR-Haupttypen.

## Liganden
Die endogenen Liganden der Rezeptoren sind Endorphine, Enkephaline, Dynorphine und Nozizeptin. Von der Entwicklung des ersten „Pan“-Opioidrezeptor-Antagonisten, AT-076, wurde 2015 berichtet.

## Signaltransduktion
Die Hauptformen der (nicht-heteromeren) Opioidrezeptoren wie auch viele Spleißvarianten rekrutieren als Transduktoren die heterotrimären G-Proteine Gi1, Gi2, Gi3, GoA, GoB, Gz, Gg wie auch β-Arrestin 2. Dem Typ Go wird eine Rolle bei der supraspinalen Analgesievermittlung zugeschrieben. Die Signaltransduktion von Opioidrezeptor-Heteromeren kann abweichend sein, ihre Pharmakologie „unkonventionell“.
Beim klassischen Weg bei fast allen Opioidrezeptoren wird durch Rezeptoraktivierung ein gekoppeltes Gi-Protein zum Tauschen eines GDPs zu einem GTP gebracht (siehe GPCR). Dadurch dissoziieren die drei Untergruppen des Heterotrimers, α, β und γ. Die α-Untergruppe blockiert die Adenylylcylclase und reduziert so die cAMP Konzentration, was cAMP-abhängige Ca+2-Kanäle schließt. Der Haupteffekt ergibt sich jedoch durch die Hemmung von Calciumkanälen sowie der Öffnung von Kaliumkanälen (besonders die "inward rectifying potassium channels"; Kir3), vermittelt durch die βγ-Untergruppe. Kaliumkanäle werden auch von der α-Untereinheit geöffnet. Diese Änderung der Permeabilität für Kalium und Calcium führt nach der Goldman-Hodgkin-Katz-Gleichung (siehe Membranpotenzial) zu einer Hyperpolarisation, also Verstärkung des negativen Potenzials an der Zellmembran. Dadurch wird eine Depolarisation zu einem positiveren Potenzial erschwert und die Reizweiterleitung gehemmt. Dies ist der Grund für die inhibierende Wirkung des Rezeptors.

## Nichtklassische Opioidrezeptoren
Atypische Opioidrezeptoren sind Rezeptoren, welche endogene Opioidpeptide binden, aber nicht zu den klassischen Opioidrezeptoren gehören und sich von diesen phylogenetisch erheblich unterscheiden. Sie haben andere als opioiderge Primärfunktionen. Mit der Ausnahme des NMDA-Rezeptors, der ein ligandengesteuerter Ionenkanal ist, sind die bis heute (2024) identifizierten atypischen Opioidrezeptoren den GPCR der Klasse A zugeordnet. Es handelt sich um MrgX1, MrgX2, ACKR3 sowie die Bradykininrezeptoren B1 und B2. Rezeptoren, wie der Sigma-Rezeptor, die lediglich exogene nicht-peptidische Opioide binden, werden nicht den Opioidrezeptoren zugerechnet. Die Signaltransduktion der atypischen Opioidrezeptoren weicht von der der klassischen Opioidrezeptoren ab. Ebenso sind die Ligandbindungsmechanismen unterschiedlich. Beide Rezeptorklassen haben eine geringe Struktur- bzw. Sequenzhomologie zueinander, vermögen gleichwohl miteinander zu heteromerisieren.
Die Hauptfunktion der MrgX wird in der Juckreizvermittlung (Prurizeption) erkannt. Die Verbreitung des MrgX1 ist beschränkt auf das periphere Nervensystem und betrifft hauptsächlich Mastzellen, wo der Rezeptor für pseudo-allergische Wirkstoff-Wechselwirkungen verantwortlich ist. MrgX2 kommt zusätzlich im Zentralnervensystem vor, wo er die höchste Dichte in Spinalganglien hat. Er kann im Wesentlichen alle Typen von Gα-Untereinheiten aktivieren. MrgX2-Antagonisten sind potentiell wirksam gegen Opioid-induzierten Pruritus und andere Mastzellerkrankungen. Von beiden Rezeptortypen existieren 3D-Strukturen. Die MrgX-Strukturen verfügen nicht über den D3.32 Salzbrückenanker der klassischen Opioidrezeptoren.

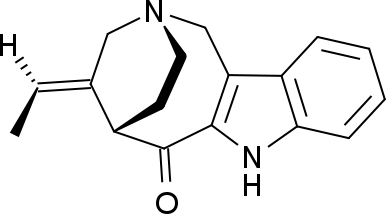
Conolidin

ACKR3 fängt mit hoher Affinität endogene Peptide aus der Enkephalin- und Dynorphin-Familie ab. Er exprimiert besonders in mehreren Gehirnregionen, die wichtigen Knotenpunkten der Opioidaktivität entsprechen. Wenn die Abfangfunktion durch kompetitive Besetzung des ACKR3 gehemmt wird, erhöht sich in der Folge die Verfügbarkeit von Analgesie-induzierenden endogenen Opioidpeptiden für klassische Opioidrezeptoren. Ein nach diesem Prinzip analgetisch wirkender ACKR3-Ligand ist das in der Schmetterlingsgardenie enthaltene Alkaloid Conolidin.
NMDAR werden durch manche Opioidpeptide aktiviert und durch manche teilsynthetische Alkaloid-Opioide antagonisiert. NMDAR, Bradikininrezeptoren und MrgX1 binden jeweils nur wenige endogene Opioidpeptide.
Der Opioid-Wachstumsfaktor-Rezeptor (ζ-Opioidrezeptor) bindet von den Opioidpeptiden ausschließlich Met-Enkephalin. Er ist kein GPCR und befindet sich auf der äußeren Zellkernhülle und wird nach der Ligandbindung in den Zellkern verlagert, um die Zellteilung zu verhindern. Er wird hauptsächlich im Herzen und in der Leber exprimiert, in geringerem Maße auch im Gehirn und in der Bauchspeicheldrüse. Aufgrund seiner uncharakteristischen Struktur und seiner nicht-opioidbezogenen Funktionen – hauptsächlich Gewebe- und Zellproliferation – wird er nicht als herkömmlicher Opioidrezeptor klassifiziert.
Der einst so bezeichnete ε-Opioidrezeptor ist kein eigenes Genprodukt und wahrscheinlich eine Spleißvariante oder ein Heteromer.